# Castro (ort i Spanien)
Castro är en ort i Spanien.   Den ligger i provinsen Provincia de Lugo och regionen Galicien, i den nordvästra delen av landet, 400 km nordväst om huvudstaden Madrid. Castro ligger 667 meter över havet och antalet invånare är 5 822.
Terrängen runt Castro är kuperad åt nordväst, men åt sydost är den platt. Runt Castro är det glesbefolkat, med 19 invånare per kvadratkilometer. Närmaste större samhälle är Sarria, 13,9 km öster om Castro. Omgivningarna runt Castro är en mosaik av jordbruksmark och naturlig växtlighet.